# Klaus Voik
Klaus Voik (* 3. Juli 1957 in Hermannstadt) ist ein ehemaliger deutsch-rumänischer Handballspieler.

## Werdegang
Voik wurde in Hermannstadt als Mitglied der deutschsprachigen Minderheit in Rumänien, den Siebenbürger Sachsen, geboren. Er betrieb Turnen, ehe er zum Handball wechselte und besuchte die Sportschule in Hermannstadt. Mit 14 ging Voik an die Sportschule Klausenburg. Er wurde in die rumänische Handball-Juniorennationalmannschaft berufen und gewann als Jugendlicher zweimal die rumänische Meisterschaft. Ab 1975 spielte Voik für die Mannschaft der Universität Klausenburg. In der rumänischen Herrennationalmannschaft wurde er erstmals im Alter von 20 Jahren eingesetzt, Voik bestritt 18 Länderspiele für Rumänien. Im Juni 1979 reiste er mit der Hochschulmannschaft der Universität Klausenburg zu einem Turnier nach Portugal. Er setzte sich in Lissabon von der Mannschaft ab, indem er heimlich die Unterkunft verließ, mit einem Taxi zur bundesdeutschen Botschaft fuhr, die im Vorfeld von Voiks in der Nähe Münchens lebenden Schwester über den Plan in Kenntnis gesetzt worden war. Die Botschaft stattete ihn mit zwei Reisepässen aus (einer war auf seinen und ein zweiter auf einen fremden Namen ausgestellt) und verschaffte ihm einen Flug nach Frankfurt am Main. Die Einzelheiten seiner Flucht hielt Voik auch nach seiner Ankunft in der Bundesrepublik Deutschland zunächst geheim, um seine in Rumänien lebenden Eltern und Bruder nicht in Gefahr zu bringen. Zum Zeitpunkt seiner Flucht stand Voik kurz vor dem Abschluss seines Sportstudiums.
In Deutschland trainierte Voik kurzfristig beim TSV Milbertshofen mit, wohin ihn sein ebenfalls aus Rumänien stammender und mittlerweile in München lebender ehemaliger Jugendtrainer Karl Martini vermittelte. Simon Schobel, der auch aus Rumänien in die BRD gegangen war, holte ihn zum Bundesligisten TuS Hofweier. Voik begann neben dem Handball in Freiburg im Breisgau ein Studium im Fach Pharmazie, welches er später abbrach. Nach dem Ablauf seiner Sperre für Länderspiele wurde Voik im Oktober 1980 von Bundestrainer Vlado Stenzel in die deutsche Nationalmannschaft berufen. Stenzel setzte den 1,90 Meter großen Linkshänder erstmals bei einem Vierländerturnier in der Tschechoslowakei ein. 1982 nahm Voik mit der bundesdeutschen Nationalmannschaft an der Weltmeisterschaft im eigenen Land teil, dort wurde man Siebter und stieg aus der A-Gruppe ab. 1983 trat er mit Deutschland bei der B-WM an.
Auf Vereinsebene blieb Voik bis 1983 in Hofweier und wechselte dann wieder zum TSV Milbertshofen. In München eröffnete er ein Sportgeschäft, zudem wurde er als Unternehmer im Bereich Vermarktung tätig. 1986 stieg er mit Milbertshofen in die Handball-Bundesliga auf. Kurzzeitig war er auch Trainer der Mannschaft. 1987 gelang Voik mit dem TV Niederwürzbach der Aufstieg in die 2. Bundesliga, später spielte er beim Zweitligisten OSC Dortmund sowie ab 1989 bei der HSG Nordhorn in der Oberliga. Bei der HSG war er zeitweise auch als Trainer beschäftigt sowie ab den frühen 1990er Jahren als Berater, Verantwortlicher für die Vermarktung und später als Gesellschafter tätig. In seine Nordhorner Amtszeit fiel auch der Gewinn der deutschen Vizemeisterschaft 2002.